# Jelena Kondakova
Jelena Vladimirovna Kondakova (ryska: Елена Владимировна Кондакова) född 30 mars 1957 i Mytisjtji, är en rysk kosmonaut. Hon växte upp nära Kaliningrad med en äldre bror. Kondakova tog examen från Bauman Moscow Higher Technical School 1980 och arbetade sedan för flygindustrin Energia som ingenjör. 1985 gifte hon sig med kosmonauten Valerij Ryumin, som hon har ett barn med. Hon valdes till kosmonautprogrammet 1989.
Kondakova antogs till kosmonaututbildning 1989 och blev den tredje ryska kvinnan i rymden och den första kvinna att stanna en längre tid i rymden. Den 4 oktober 1994 gjorde Kondakova sin första rymdflygning, som flygtekniker ombord på Soyuz TM-20, som flög till den ryska rymdstationen Mir. Hon tillbringade cirka 169 dagar i rymden, under vilken hon och hennes besättningsmedlemmar var tvungna att kämpa med strömavbrott och mekaniska problem ombord på den åldrande rymdstationen. Det var under denna flygning som den amerikanska rymdfärjan först träffade Mir; ingen dockning gjordes.

## Rymdfärder
- Sojuz TM-20
- STS-84